# 서울괴담
《서울괴담》은 2022년에 개봉한 대한민국의 영화이다.

## 캐스팅

### 터널
- 김도윤 : 기훈 역
- 김혜선 : 소화전 귀신 역
- 권산 : 박동훈 순경 역
- 이연주 : 기훈 아내 역 (목소리)
- 김진희 : 내비게이션 역 (목소리)

### 빨간옷
- 이열음 : 수진 역
- 위지원 : 현주 역
- 염한솔 : 민경 역
- 한수아 : 지희 역
- 이나윤 : 이웃 여자 역
- 김봉조 : 김 상무 역 (목소리 출연)

### 치충
- 이호원 : 충재 역
- 류제승 : 재성 환자 역
- 김혜선 : 지은 간호사 역
- 박성훈 : 교수 역
- 권지은 : 치과 손님 역 (목소리 출연)

### 혼숨
- 아린 : 지현 역
- 이수민 : 혜연 역
- 이연주 : 담임 선생님 역

### 층간 소음
- 정원창 : 정균 역
- 엑시 : 선정 역
- 장원혁 : 친구 역 (목소리)
- 김진희 : 뉴스 아나운서 역 (목소리)

### 중고 가구
- 설아 : 지혜 역
- 이승헌 : 재화 역
- 조성욱 : 정민 역

### 혼인
- 이민혁 : 재훈 역
- 이영진 : 은영 인사팀장 역
- 빠나나 : 아내 귀신 역
- 장원혁 : 동인 역
- 김판겸 : 비서실장 역
- 허윤 : 무당 역
- 유효정 : 회장 역
- 이리에 : 회장 아내 역
- 황상조 : 팀장 역

### 얼굴 도둑
- 서지수 : 현주 역
- 신소이 : 화장품 가게 동료 역
- 하수진 : 화장품 가게 손님 역
- 문지원 : 카페 여자 역
- 박완 : 엘리베이터 직장인 역
- 이연주 : 엄마 역 (목소리)

### 마네킹
- 셔누 : 종찬 역
- 오륭 : 선배 / 인형술사 역
- 이호재 : 마네킹 인간 역

### 방탈출
- 주학년 : 누리 역
- 봉재현 : 영민 역
- 알렉사 : 세리 역
- 이준민 : 제사장 역
- 한승우 : 오망성 방 혀 잘린 제물 역
- 윤제원 : 오망성 방 손 잘린 제물 역
- 석현성 : 오망성 방 화살 박힌 제물 역
- 김성태 : 상황실 경찰 역 (목소리)
- 홍택근 : 순찰 경찰 역 (목소리)